# لنکه لوران
لنکه لوران (مجاری: Lenke Lorán؛ ۱ مه ۱۹۲۷ – ۲۷ اوت ۲۰۱۷) بازیگر تئاتر و سینما اهل مجارستان بود.
اون مابین سال‌های ۱۹۳۵ تا ۲۰۱۴ میلادی فعالیت هنری داشت.